# Victoires de la musique classique
Pour les articles homonymes, voir Victoire.
Les Victoires de la musique classique sont des récompenses musicales françaises décernées chaque année à des artistes du monde de la musique classique.
Créées en 1985, les Victoires de la musique concernent initialement à la fois la musique classique, la musique de variétés, le jazz et même le spectacle d'humour. À partir de 1994, la musique classique a une cérémonie distincte, avec la création des Victoires de la musique classique, qui intègrent aussi le jazz jusqu'à la création des Victoires du jazz en 2002.
Le palmarès ci-dessous reprend l'ensemble des récompenses relevant de la musique classique, y compris celles décernées de 1986 à 1993 au sein des Victoires de la musique, et à l'exclusion des catégories consacrées au jazz.

## Fonctionnement
Comme pour les Victoires de la musique, l'intitulé des catégories est établi par le conseil d'administration de l'association. En 2021, elles sont au nombre de six : « Artiste lyrique », « Soliste instrumental », « Révélation, artiste lyrique », « Révélation, soliste instrumental », « Enregistrement » et « Compositeur ». 
Le conseil d’administration arrête chaque année la composition de la liste des votants qui sont au nombre de 350. Ces votants sont sélectionnés parmi les acteurs de la musique classique : journalistes, salariés des labels de disques, agents d’artistes, attachées de presse, etc.
Un artiste lauréat d’une des catégories « Soliste instrumental », « Artiste lyrique », ne peut être candidat dans la même catégorie pendant les trois ans qui suivent sa Victoire. Un artiste lauréat dans la catégorie « Compositeur » ne peut être candidat dans les cinq ans qui suivent sa Victoire (10 ans lorsqu’il a été lauréat 3 fois dans cette catégorie). Un artiste ayant été nommé dans l’une des catégories « Révélation » ne peut plus concourir dans cette même catégorie.

## Palmarès

### Catégories actuelles

#### Artiste lyrique de l'année
- 1986 : Barbara Hendricks, soprano
- 1988 : Barbara Hendricks, soprano
- 1992 : Barbara Hendricks, soprano

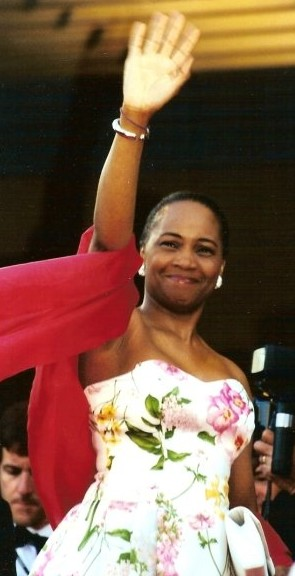
Barbara Hendricks.

- 1993 : José van Dam, baryton-basse
- 1994 : Françoise Pollet, soprano
- 1995 : Natalie Dessay, soprano
- 1996 : Natalie Dessay, soprano
- 1997 : Roberto Alagna, ténor
- 1998 : Natalie Dessay, soprano
- 1999 : Véronique Gens, soprano
- 2000 : Natalie Dessay, soprano
- 2001 : Patricia Petibon, soprano
- 2002 : Natalie Dessay, soprano
- 2003 : Mireille Delunsch, soprano et Patricia Petibon, soprano
- 2004 : Roberto Alagna, ténor
- 2005 : Natalie Dessay, soprano
- 2006 : Ludovic Tézier, baryton
- 2007 : Philippe Jaroussky, contre-ténor
- 2008 : Rolando Villazón, ténor
- 2009 : Sandrine Piau, soprano
- 2010 : Philippe Jaroussky, contre-ténor
- 2011 : Karine Deshayes, mezzo-soprano
- 2012 : Stéphane Degout, baryton
- 2013 : Ludovic Tézier, baryton
- 2014 : Julie Fuchs, soprano
- 2015 : Sabine Devieilhe, soprano
- 2016 : Karine Deshayes, mezzo-soprano
- 2017 : Marianne Crebassa, mezzo-soprano
- 2018 : Sabine Devieilhe, soprano
- 2019 : Stéphane Degout, baryton
- 2020 : Benjamin Bernheim, ténor et Karine Deshayes, mezzo-soprano
- 2021 : Julie Fuchs, soprano
- 2022 : Ludovic Tézier, baryton[4]
- 2023 : Marina Viotti, mezzo-soprano[5]
- 2024 : Benjamin Bernheim, ténor[6]
- 2025 : Lucile Richardot, mezzo-soprano[7]

#### Révélation artiste lyrique
- 1998 : Patricia Petibon, soprano (nouveau talent)
- 2002 : Stéphanie d'Oustrac, mezzo-soprano
- 2003 : Salomé Haller, soprano
- 2004 : Philippe Jaroussky, contre-ténor
- 2005 : Ingrid Perruche, soprano
- 2006 : Nathalie Manfrino, soprano
- 2007 : Jean-Luc Ballestra, baryton
- 2008 : Thomas Dolié, baryton
- 2009 : Karen Vourc'h, soprano
- 2010 : Isabelle Druet, mezzo-soprano
- 2011 : Clémentine Margaine, mezzo-soprano
- 2012 : Julie Fuchs, soprano
- 2013 : Sabine Devieilhe, soprano
- 2014 : Stanislas de Barbeyrac, ténor
- 2015 : Cyrille Dubois, ténor
- 2016 : Elsa Dreisig, soprano
- 2017 : Lea Desandre, mezzo-soprano
- 2018 : Eva Zaïcik, mezzo-soprano
- 2019 : Éléonore Pancrazi, mezzo-soprano
- 2020 : Marie Perbost, soprano
- 2021 : Marie-Laure Garnier, soprano
- 2022 : Eugénie Joneau, mezzo-soprano[4]
- 2023 : Alexandra Marcellier, soprano[5]
- 2024 : Juliette Mey, mezzo-soprano[6]
- 2025 : Julie Roset, soprano[8]

#### Soliste instrumental de l'année
- 1986 : Marielle et Katia Labèque, piano
- 1987 : Maurice André, trompette
- 1988 : Jean-Philippe Collard, piano
- 1990 : Anne Queffélec, piano
- 1991 : Régis Pasquier, violon
- 1992 : Jean-Pierre Rampal, flûte
- 1993 : Jordi Savall, viole
- 1994 : Catherine Collard, piano
- 1995 : Patrice Fontanarosa, violon
- 1996 : François-René Duchâble, piano
- 1997 : François-René Duchâble, piano
- 1998 : Emmanuel Pahud, flûte
- 1999 : François-René Duchâble, piano
- 2000 : Hélène Grimaud, piano
- 2001 : Roger Muraro, piano
- 2002 : Laurent Korcia, violon
- 2003 : Nelson Freire, piano
- 2004 : David Guerrier, trompette
- 2005 : Renaud Capuçon, violon
- 2006 : Anne Gastinel, violoncelle
- 2007 : David Guerrier, trompette
- 2008 : Jean-Guihen Queyras, violoncelle
- 2009 : Pierre-Laurent Aimard, piano
- 2010 : David Fray, piano
- 2011 : Bertrand Chamayou, piano
- 2012 : Alexandre Tharaud, piano
- 2013 : Nicholas Angelich, piano
- 2014 : Nemanja Radulović, violon
- 2015 : Edgar Moreau, violoncelle
- 2016 : Bertrand Chamayou, piano
- 2017 : Adam Laloum, piano
- 2018 : Victor Julien-Laferrière, violoncelle
- 2019 : Nicholas Angelich, piano[9]
- 2020 : Alexandre Kantorow, piano
- 2021 : Alexandre Tharaud, piano
- 2022 : Emmanuelle Bertrand, violoncelle, et Sol Gabetta, violoncelle, ex aequo[4]
- 2023 : Bertrand Chamayou, piano[5]
- 2024 : Alexandre Kantorow, piano[6]
- 2025 : Lucile Boulanger, viole de gambe[10]

#### Révélation soliste instrumental de l'année
« Nouveau talent » jusqu'en 2001.
- 1994 : Anne Gastinel, violoncelle
- 1995 : Marie-Josèphe Jude, piano
- 1996 : Isabelle Moretti, harpe
- 1997 : Claire Désert, piano

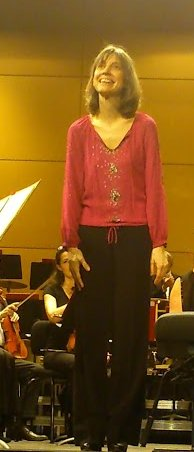
La pianiste Claire Désert.

- 1998 : Claire-Marie Le Guay, piano
- 1999 : Vanessa Wagner, piano
- 2000 : Renaud Capuçon, violon
- 2001 : Gautier Capuçon, violoncelle
- 2002 : Emmanuelle Bertrand, violoncelle
- 2003 : Ophélie Gaillard, violoncelle
- 2004 : Emmanuel Rossfelder, guitare
- 2005 : Pascal Amoyel, piano
- 2006 : Bertrand Chamayou, piano
- 2007 : Antoine Tamestit, alto
- 2008 : David Greilsammer, piano
- 2009 : Romain Leleu, trompette
- 2010 : David Kadouch, piano
- 2011 : Fabrice Millischer, trombone
- 2012 : Thomas Leleu, tuba
- 2013 : Edgar Moreau, violoncelle
- 2014 : Adrien La Marca, alto
- 2015 : Jean Rondeau, clavecin
- 2016 : Lucienne Renaudin Vary, trompette
- 2017 : Adélaïde Ferrière, marimba
- 2018 : Bruno Philippe, violoncelle
- 2019 : Thibaut Garcia, guitare
- 2020 : Gabriel Pidoux, hautbois
- 2021 : Aurélien Gignoux, percussions
- 2022 : Manon Galy, violon[4]
- 2023 : Aurélien Pascal, violoncelle[5]
- 2024 : Salomé Gasselin, viole de gambe[6]
- 2025 : Lorraine Campet, contrebasse[8]

#### Révélation chef d'orchestre
- 2022 : Pierre Dumoussaud[4]
- 2023 : Victor Jacob et Lucie Leguay[5]
- 2024 : Marie Jacquot[6]
- 2025 : Simon Proust[8]

#### Compositeur de l'année
- 2000 : Bernard Cavanna, Concerto pour violon
- 2002 : Pascal Dusapin
- 2003 : Thierry Escaich
- 2004 : Éric Tanguy
- 2005 : Philippe Hersant
- 2006 : Thierry Escaich
- 2008 : Éric Tanguy
- 2009 : Bruno Mantovani
- 2010 : Philippe Hersant
- 2011 : Thierry Escaich, Alleluias pro amni tempore
- 2012 : Philippe Manoury, La nuit de Gutenberg
- 2013 : Karol Beffa
- 2014 : Richard Galliano, Fables of Tuba
- 2015 : Guillaume Connesson, Cythère
- 2016 : Philippe Hersant
- 2017 : Thierry Escaich
- 2018 : Karol Beffa, Le Bateau ivre
- 2019 : Guillaume Connesson, Les Horizons perdus
- 2020 : Camille Pépin, The Sound of Trees, pour clarinette, violoncelle solo et orchestre
- 2021 : Betsy Jolas, pour Topeng, pour quatuor à cordes
- 2022 : Kaija Saariaho, pour Innocence, opéra[4]
- 2023 : Fabien Waksman pour L'Île du temps, concerto pour accordéon et orchestre symphonique[5]
- 2024 : Florentine Mulsant pour Le Chant du Soleil, sonate pour piano à quatre mains[6]
- 2025 : Régis Campo pour Dancefloor with Pulsing, pour thérémine et orchestre[11]

#### Enregistrement
- 2022 : Cris, Thierry Escaich - Chœur et maîtrise de Radio France, Orchestre philharmonique de Radio France, Solistes de l'Orchestre national de France, Mikko Franck, Radio France[4]
- 2023 : Jean-Sébastien Bach, Matthäus-Passion - Ensemble Pygmalion, dir. Raphaël Pichon, Harmonia mundi[5]
- 2024 : Nicholas Angelich, « Hommage », Erato[6]
- 2025 : George Benjamin, Picture a day like this, Nimbus Records[11]

#### Victoire d'honneur
- 2001 : Orchestre national des Pays de la Loire
- 2002 : Jordi Savall
- 2003 : Jean-Claude Malgoire
- 2004 : Jean-Claude Casadesus, Hélène Grimaud
- 2005 : Philippe Bender et Orchestre régional de Cannes-Provence-Alpes-Côte d’Azur
- 2006 : Anne-Sophie Mutter, Aldo Ciccolini, Michel Portal, Louis Bricard
- 2007 : Katia et Marielle Labèque, pianos
- 2008 : Evgeny Kissin et Orchestre national du Capitole de Toulouse
- 2010 : Vadim Repin, violon
- 2011 : Brigitte Engerer, piano
- 2012 : Renée Fleming, soprano
- 2013 : Orchestre national Bordeaux Aquitaine
- 2014 :
- 2015 :
- 2016 : Menahem Pressler, piano
- 2017 : Jonas Kaufmann, ténor ; Frédéric Lodéon, violoncelliste et animateur
- 2018 : Angela Gheorghiu, soprano
- 2019 : Lang Lang, piano
- 2020 : Anna Netrebko, soprano ; Philippe Jaroussky, contreténor
- 2021 : deux étudiants du Conservatoire supérieur de musique de Lyon.
- 2025 : Natalie Dessay, soprano

### Anciennes catégories

#### Révélation internationale de l'année
- 2002 : Alexei Ogrintchouk, hautbois
- 2003 : Rolando Villazón, ténor
- 2004 : Tatjana Vassilieva, violoncelle
- 2005 : Nemanja Radulovic, violon
- 2006 : Marcela Roggeri, piano

#### Chef d'orchestre de l'année
- 1994 : Michel Plasson
- 1995 : Myung-Whun Chung
- 1996 : Michel Plasson
- 1997 : Georges Prêtre

#### Formation de musique de chambre de l'année
- 1994 : Quatuor Ravel
- 1995 : Gérard Caussé & François-René Duchâble
- 1996 : Quatuor Debussy
- 2000 : Trio Wanderer
- 2009 : Trio Wanderer

#### Ensemble instrumental de l'année
- 1985 : Orchestre de Paris dirigé par Daniel Barenboïm
- 1993 : Orchestre national du Capitole de Toulouse dirigé par Michel Plasson
- 1994 : Orchestre philharmonique de Radio France dirigé par Marek Janowski
- 1995 : Ensemble baroque de Limoges dirigé par Christophe Coin
- 2000 : Chœur régional Vittoria d'Ile de France dirigé par Michel Piquemal
- 2003 : Le Concert d'Astrée dirigé par Emmanuelle Haïm
- 2004 : Ensemble orchestral de Paris dirigé par John Nelson

#### Ensemble vocal de l'année
- 1994 : A Sei Voci
- 1997 : Chœur de Radio France dirigé par François Polgár, pour l'enregistrement du Gloria de Francis Poulenc[12]
- 2002 : Chœur de chambre Accentus dirigé par Laurence Equilbey
- 2005 : Chœur de chambre Accentus dirigé par Laurence Equilbey
- 2006 : Chœur de chambre Les Éléments dirigé par Joël Suhubiette
- 2007 : Musicatreize dirigé par Roland Hayrabedian
- 2008 : Chœur de chambre Accentus dirigé par Laurence Equilbey

#### Création de l'année
- 1985 : Répons de Pierre Boulez
- 1986 : Concerto pour violon et orchestre d'Henri Dutilleux
- 1987 : Les Pléiades de Iannis Xenakis
- 1988 : La 10e Symphonie de Beethoven de Pierre Henry
- 1990 : La Création du monde de Bernard Parmegiani
- 1991 : Concerto pour cor, orgue de barbarie, saxophone, trombone de Marius Constant
- 1992 : Mystère de l'instant d'Henri Dutilleux (2)
- 1993 : Llanto Por Ignacio Sanchez Mejias et Avoaha de Maurice Ohana
- 1994 : Œuvre pour guitare dix cordes de Maurice Ohana
- 1995 : Musique de chambre de Henri Dutilleux
- 2001 : Kientzy loops de Tom Johnson
- 2007 : Faustus, the Last Night de Pascal Dusapin

#### Concert de musique classique ou représentation d'opéra de l'année
- 1992 : Lulu d'Alban Berg au Théâtre du Châtelet

#### Représentation lyrique de l'année
- 1995 : Lady Macbeth de Mtsensk de Chostakovitch interprété par Maria Ewing, Aage Haugland, Sergeï Larin, Kurt Moll, Orchestre et Chœurs de l'Opéra Bastille, dirigé par Myung-Whun Chung

#### Contribution internationale à la musique française de l'année
- 1994 : José van Dam
- 1995 : John Eliot Gardiner

#### Production chorégraphique en France de l'année
- 1995 : Le mandarin merveilleux, Maurice Béjart
- 1998 : Signes, Carolyn Carlson

#### Enregistrement français de musique classique de l'année
- 1986 : Préludes de Claude Debussy par Alain Planès
- 1987 : Intégrale des œuvres pour piano d'Erik Satie par Aldo Ciccolini et Gabriel Tacchino
- 1988 : Prélude à l'après-midi d'un faune de Claude Debussy, L'Apprenti sorcier de Paul Dukas, Pavane pour une défunte de Maurice Ravel et Gymnopédies 1,3 d'Erik Satie par l'Orchestre national de France dirigé par Georges Prêtre
- 1990 : Carmen de Georges Bizet par l'Orchestre national de France, chœurs et maîtrise de Radio France, dirigé par Seiji Ozawa, avec Jessye Norman
- 1991 : L'Intégrale de l'œuvre pour orchestre de Maurice Ravel interprétée par l'Orchestre de Cleveland et l'Orchestre philharmonique de New York sous la direction de Pierre Boulez
- 1992 : Les Quatuors dédiés à Haydn, tome 1 de Mozart par le Quatuor Mosaïques
- 1993 : Montezuma de Vivaldi par la Grande Écurie et la Chambre du Roy dirigé par Jean-Claude Malgoire
- 1994 : Dialogues des carmélites (Poulenc) interprété par Catherine Dubosc, Rita Gorr, José van Dam, Orchestre de l'Opéra national de Lyon, dirigé par Kent Nagano
- 1995 : Éclair sur l'au-delà (Messiaen) interprété par l'Orchestre de l'Opéra Bastille, dirigé par Myung-Whun Chung
- 1996  : Intégrale de la musique sacrée de Maurice Duruflé, dirigé par Michel Piquemal, paru chez Naxos
- 1998  : Le roi David d’Arthur Honegger, interprété par le Chœur régional Vittoria d'Île-de-France, Jacques Martin (récitant), Christine Fersen (récitante), Danielle Borst, Marie-Ange Todorovitch, Gilles Ragon, Orchestre de la Cité, dirigé par Michel Piquemal, paru chez Naxos
- 1999 : Lakmé (Delibes) interprété par Natalie Dessay, Gregory Kunde, José Van Dam, Orchestre national du Capitole de Toulouse dirigé par Michel Plasson
- 2002 : Italian Arias (Gluck) interprété par Cecilia Bartoli, Akademie für Alte Musik Berlin
- 2003 : Pelléas et Mélisande (Debussy) interprété par Anne-Sofie von Otter, Wolfgang Holzmair, Laurent Naouri, Orchestre national de France dirigé par Bernard Haitink
- 2004 : Carmen (Bizet) interprété par Angela Gheorghiu, Roberto Alagna, Les Éléments, Orchestre national du Capitole de Toulouse dirigé par Michel Plasson
- 2005 : Beethoven : Sonates nº 2, 4 et 5 pour violoncelle et piano avec Anne Gastinel et François-Frédéric Guy (Naïve)
- 2006 : Génération, Phonal, Feuermann, Ritratto concertante (Jean-Louis Agobet) interprété par Michel Portal, Paul Meyer, Alain Billard, Xavier Phillips, Alexandre Paley, Orchestre philharmonique de Strasbourg, dirigé par François-Xavier Roth
- 2008 : Carestini, histoire d'un castrat, interprété par Philippe Jaroussky, Le Concert d'Astrée, dirigé par Emmanuelle Haim
- 2009 : Lamenti, interprété par Natalie Dessay, Rolando Villazón, Joyce DiDonato, Patrizia Ciofi, Philippe Jaroussky, Laurent Naouri, Marie-Nicole Lemieux, Véronique Gens, Christopher Purves, Topi Lehtipuu, Simon Wall et Le Concert d'Astrée, dirigé par Emmanuelle Haïm
- 2010 : Œuvres pour piano de Felix Mendelssohn sur piano Broadwood 1840 par Cyril Huvé
- 2011 : Concertos pour piano de Ravel, Pierre-Laurent Aimard, Cleveland Orchestra, dir. Pierre Boulez
- 2012 : Les Années de pèlerinage de Franz Liszt par Bertrand Chamayou
- 2013 : Le Bœuf sur le toit par Alexandre Tharaud
- 2014 : Correspondances d'Henri Dutilleux avec Barbara Hannigan et l'Orchestre philharmonique de Radio France dirigé par Esa-Pekka Salonen (Deutsche Grammophon)
- 2015 : Köthener Trauermusik BWV 244a de Johann Sebastian Bach, Ensemble Pygmalion, dir. Raphaël Pichon (Harmonia Mundi).
- 2016 : Daphnis et Chloé de Maurice Ravel - Orchestre et chœur de l'Opéra national de Paris, dir. Philippe Jordan, Erato
- 2017 : Burning Bright d'Hugues Dufourt - Les Percussions de Strasbourg
- 2018 : Mirages, airs d'opéra et mélodies, Sabine Devieilhe, Alexandre Tharaud, Les Siècles, dir. François-Xavier Roth, Erato
- 2019 : Les Troyens d'Hector Berlioz avec Joyce DiDonato, Michael Spyres, Marie-Nicole Lemieux, Marianne Crebassa, Stanislas de Barbeyrac, Cyrille Dubois, Stéphane Degout, Nicolas Courjal et Jean Teitgen, l'Orchestre philharmonique de Strasbourg dirigé par John Nelson, et la réunion de trois chœurs.
- 2020 : Concertos pour piano nos 3, 4 et 5 “L’Égyptien” de Camille Saint-Saëns par Alexandre Kantorow
- 2021 : Beethoven, Around the world, quatuor Ébène.

#### Enregistrement lyrique de l'année
- 1994 : Don Quichotte de Massenet interprété par Teresa Berganza, Alain Fondary, José van Dam et l'Orchestre national du Capitole de Toulouse, dirigé par Michel Plasson

#### Enregistrement étranger de musique classique de l'année
- 1995 : Concerto pour violon no 5 et Symphonie concertante de Mozart interprété par Régis Pasquier, Bruno Pasquier, Orchestre philharmonique de Liège et de la Communauté Française, dirigé par Pierre Bartholomée
- 2007 : Nocturnes de Chopin interprété par Maurizio Pollini

#### Enregistrement de musique ancienne ou baroque de l'année
- 1994 : Leçons de ténèbres (Charpentier), Il Seminario Musicale, direction Gérard Lesne
- 1995 : Grands motets (Rameau), Les Arts Florissants, dirigé par William Christie
- 2005 : Orlando Furioso (Vivaldi), Ensemble Matheus, dirigé par Jean-Christophe Spinosi

#### DVD de l'année
- 2004 : Les 5 Concertos pour piano de Beethoven, par François-René Duchâble et l'Ensemble orchestral de Paris, dirigé par John Nelson, réalisé par Gérard Rivoalan
- 2005 : Pas sur la bouche réalisé par Alain Resnais et dirigé par Bruno Fontaine
- 2006 : La leçon de Musique de Jean-François Zygel
- 2007 : La traviata de Verdi avec Rolando Villazón, Anna Netrebko, l'Orchestre philharmonique de Vienne, dirigé par Carlo Rizzi
- 2008 : Jeanne au bûcher de Honegger, Orchestre national de Montpellier, dirigé par Alain Altinoglu
- 2010 : La petite renarde rusée de Janáček, Orchestre de l'Opéra national de Paris.